# Nyctemera lacticolor
Nyctemera lacticolor là một loài bướm đêm thuộc phân họ Arctiinae, họ Erebidae.